# Spodoptera roseae
Spodoptera roseae là một loài bướm đêm trong họ Noctuidae.